# Старая ратуша (Минден)

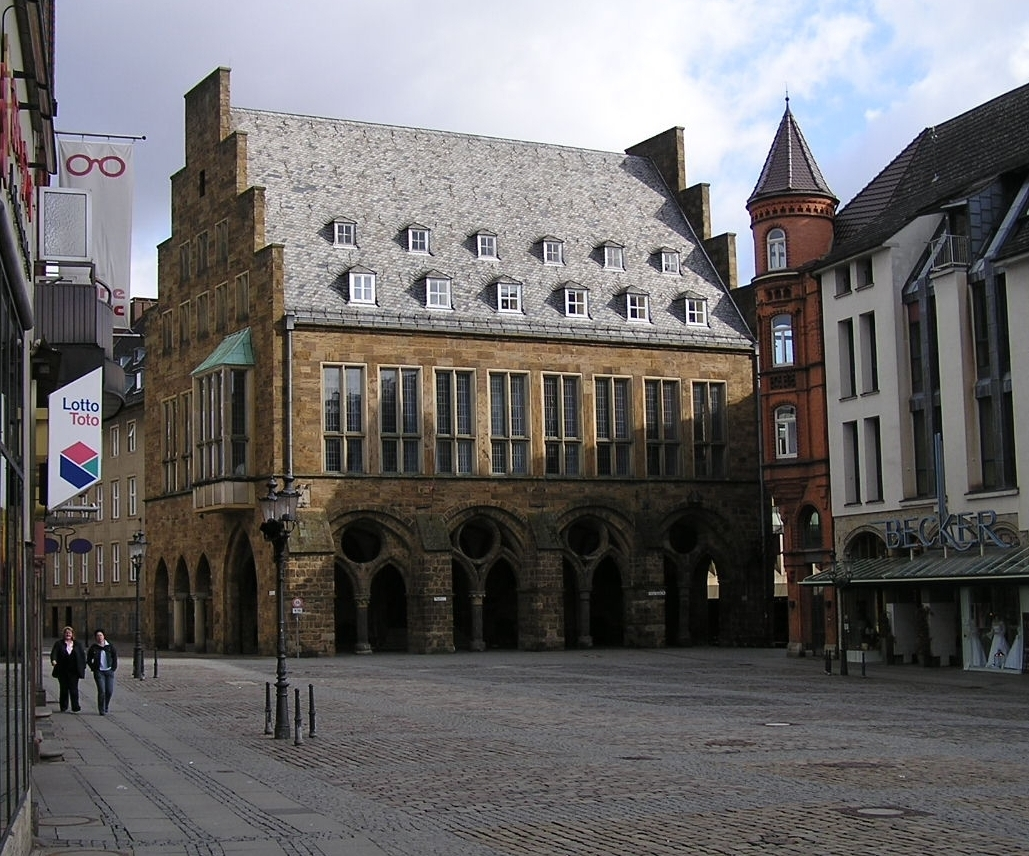
Старая ратуша в Миндене

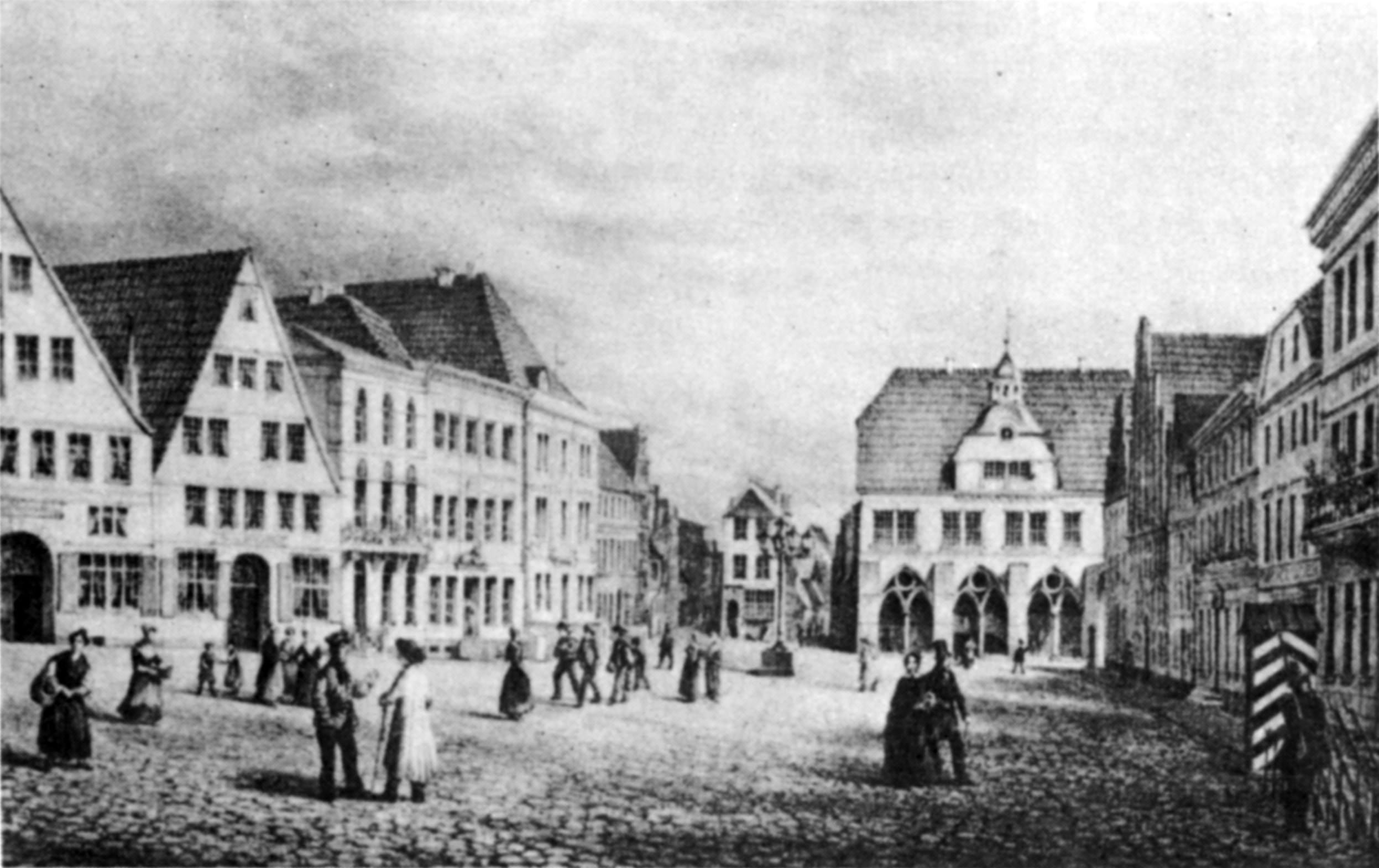
Торговая площадь с ратушей в 1840 году.

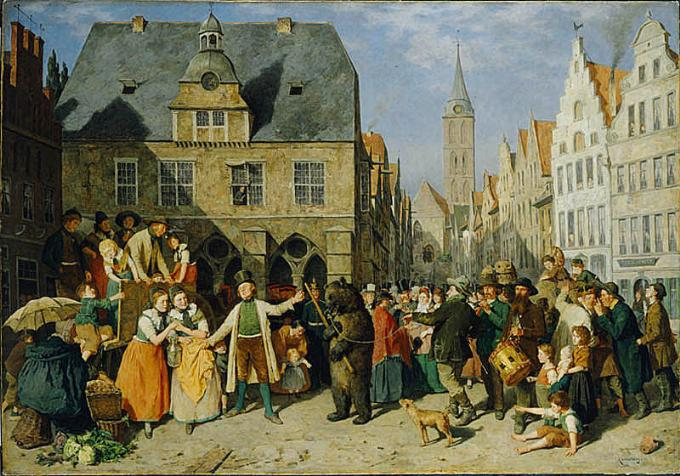
Городская ратуша Миндена как фон картины художника Августа Джернберга "Дрессированный медведь", 1865.

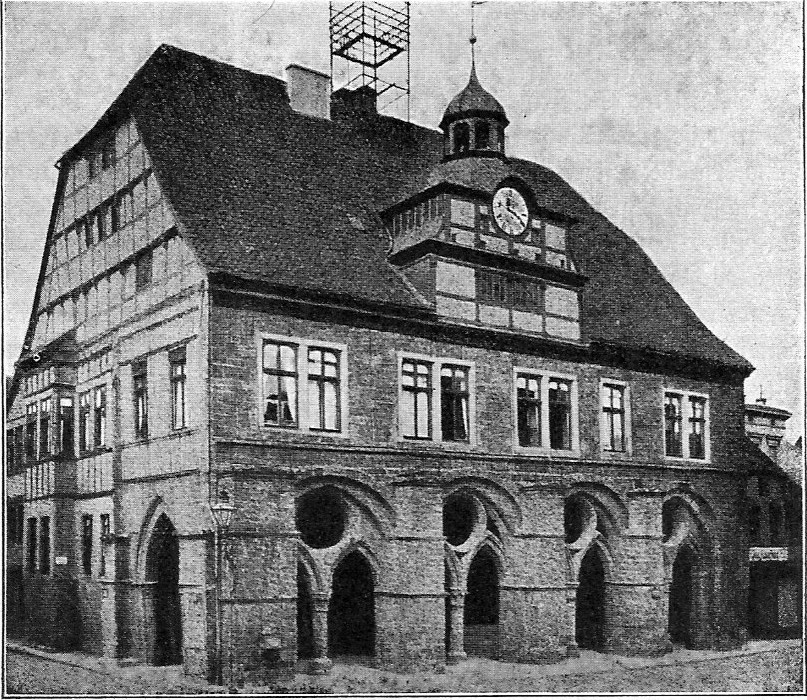
Ратуша Миндена в 1911 году.

Старая ратуша (нем. Alte Rathaus) — место заседаний городского совета граждан в Восточно-Вестфальском городе Минден с 1261 года, впоследствии магистрата и местной администрации в наши дни. Аркада здания пережила трудное время Второй мировой войны и датируется XIII веком. Ратуша расположена на нижней террасе города, рядом с рыночной площадью и недалеко от старой соборной площади, "площади свободы от городской юрисдикции". Строение включено в список охраняемых законом исторических зданий города. В декабре 2010 года в мэрии состоялась торжественная церемония, посвящённая предполагаемому 750-летию освящения закладного камня.

## История
После создания Совета города Минден в 1260 году сразу возникла необходимость в своём собственном представительном здании. Место было выбрано на северной стороне рынка в непосредственной близости от соборной площади. Здание с портиком и аркадой из природного камня подчеркивало силу и независимость совета по отношению к епископу Минденскому. Ранее существовавшее на этом месте общественное здание (непрезентабельного вида) было включено в новую ратушу.
Точную дату начала строительных работ невозможно назвать из-за отсутствия соответствующего документа, но опосредованно, через документы местной епископии можно предположить, что освящение закладного камня произошло в период между 1256 и 1264 годами.
Ратуша является старейшим сохранившимся образцом монументальной готической "ратушной" архитектуры Вестфалии. Примечательной частью здания является аркада первого этажа с четырьмя осевыми арками, имеющими оригинальные сводчатые промежуточные рёбра. Сводчатые формы, клуатр и очерки аркады демонстрируют влияние монастырской и церковной архитектуры, поскольку практически одновременного шло строительства длинного нефа Минденского собора.
С 1659 по 1662 год прошла капитальная реконструкция: двор ратуши был перестроен, на первом этаже был открыт большой представительный зал, построенный в стиле ренессанса. Эти преобразования были дополнены в начале 18-го века установкой башни с часами.
Во время Второй мировой войны ратуша была разрушена вплоть до аркады. Сразу после войны началась дискуссия о том, в какой форме она должна быть восстановлена. Наконец горожане пришли к согласию с архитектором Вернером Мархом, который построил новый фасад, включивший в себя старую аркаду. В качестве строительного материала использовались камни башни Бисмарка на горе Иакова (Jakobsberg), снесенной в 1952 году. В 1978 году рядом со Старой ратушей архитектор Гаральд Дайльманн возвёл здание Новой ратуши, соединённых друг с другом переходом.
В 1980 году на восточной стороне ратуши, обращённой к улице Кляйнер Домхоф (Kleiner Domhof), художник Ганс Мёльманн установил бронзовые часы.
В период с 2017 по 2021 год запланирована комплексная реконструкция Старой ратуши и других административных зданий. Административные учреждения переехали в другие здания города, многие из которых находятся в здании нового правительства Миндена в парке Гласи по улице Порташтрассе (Portastraße). C 2018 года Старая ратуша закрыта строительными лесами.

## 750-летие ратуши
Ассоциация коллекционеров марок Миндена Minden e.V. выпустила специальную печать к юбилею "750-летие ратуши города Минден".